# جورج فينتر (رسام)
جورج فينتر (بالإنجليزية: George Winter)‏ هو رسام أمريكي، ولد في 10 يونيو 1810 في Portsea Island ‏ في المملكة المتحدة، وتوفي في 1 فبراير 1876 في لافاييت في الولايات المتحدة.